# تي كي إس
تي كي إس (بالبولندية: TKS) هي تانكت بولندية، تزن 2.6 طن ومسلحة برشاش عيار 7.92 ملم ولا تزيد سماكة دروعها عن 10 ملم، و زودت النسخ الأولى بمحرك فورد بقوة 40 حصان النسخ الأخرى زودت بمحرك بولندي من شركة بولسكي فيات بقوة 46 حصان.

## التصميم
بدأت جهود بولندا في تطوير نموذجها الخاص من الدبابات الصغيرة (تانكت) عام 1929 وذلك حينما أشترت 10 دبابات تانكت بريطانية من نوع كاردن لويد مع رخصة للتصنيع داخل بولندا. وطور بعد ذلك البولنديون دباباتهم على نفس الهيكل البريطاني لكن مع ادخال بعض التحسينات والتي شملت محركا جديدا أكثر قوة كما زادوا في سماكة الدروع لتصل إلى 10 ملم.

## الإنتاج
بدأ إنتاج دبابات تي كي إس في عام 1931 واستمر حتى عام 1939 وإجمالي ما تم إنتاجه هو 575 دبابة للجيش البولندي،  كما قد تم بيع 6 دبابات لإستونيا سنة 1934 مقابل 180 ألف كرونة.

## الفئات
- تي كي-3: النسخة الأولى أنتج منها 300 مركبة خلال عامي 1931-1933[1]
- تي كي إس: نسخة مطورة أنتج منها 300 مركبة خلال عامي 1933-1936[1]

## معرض الصور

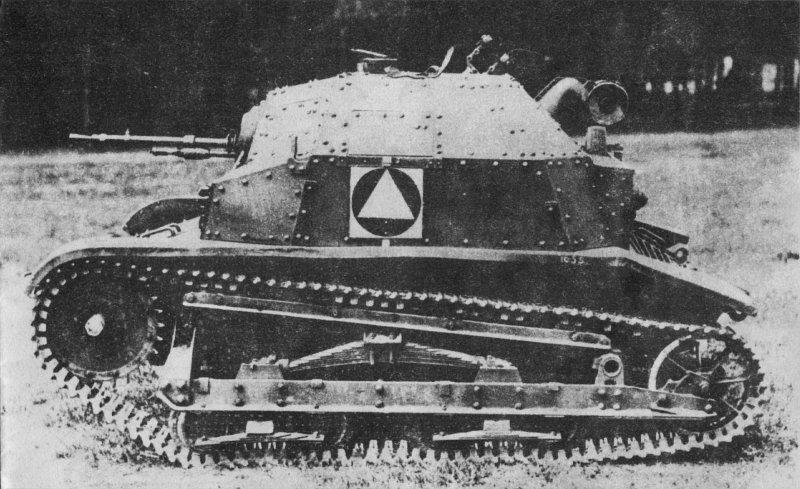
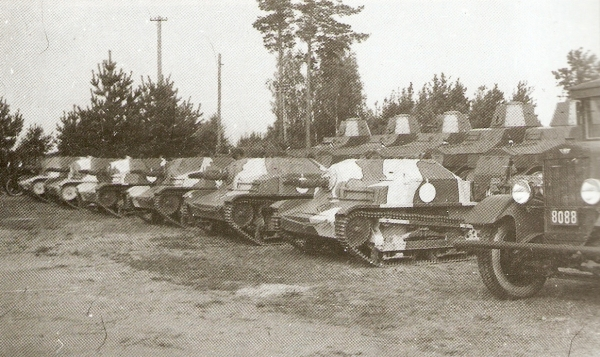
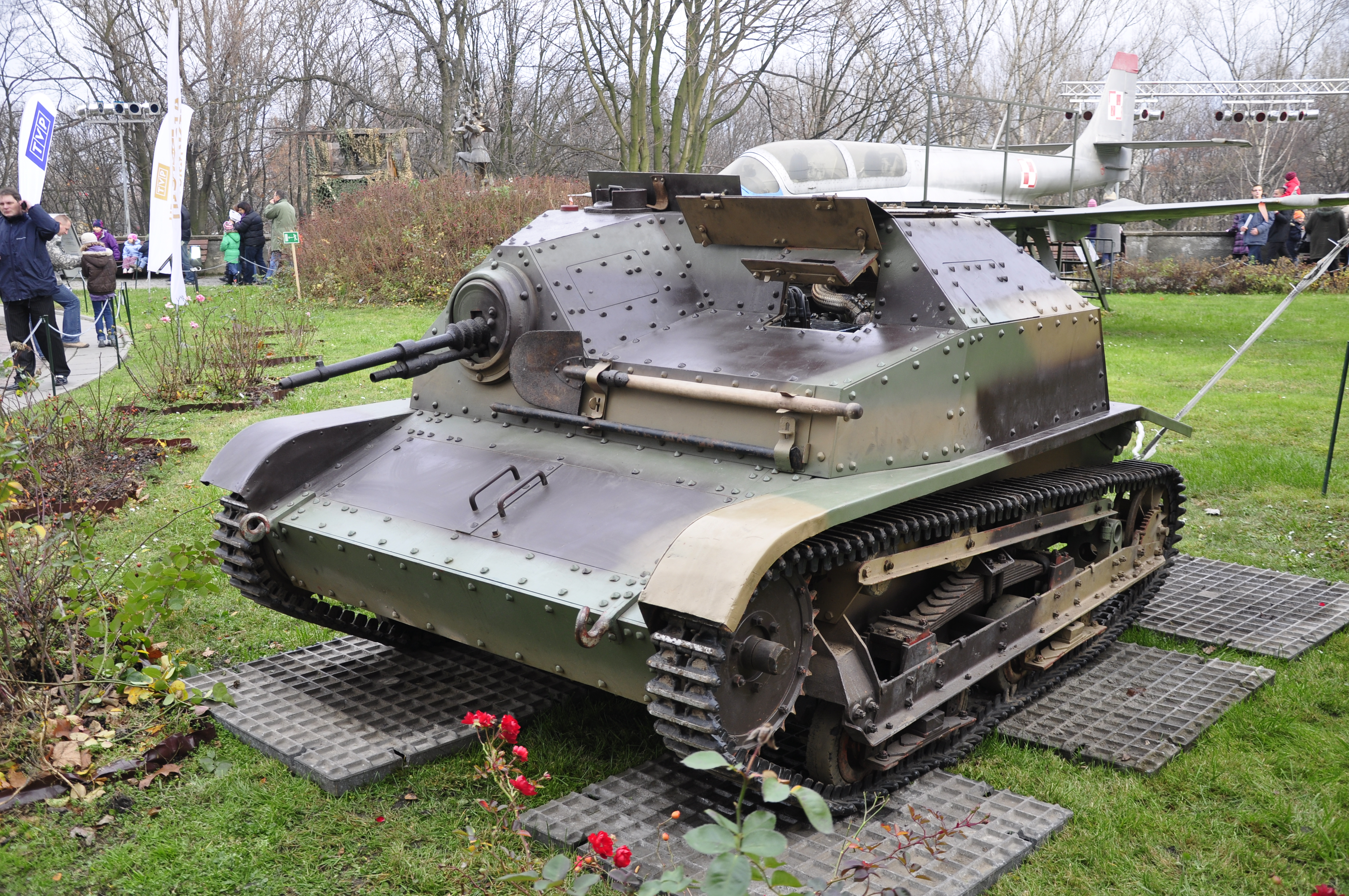
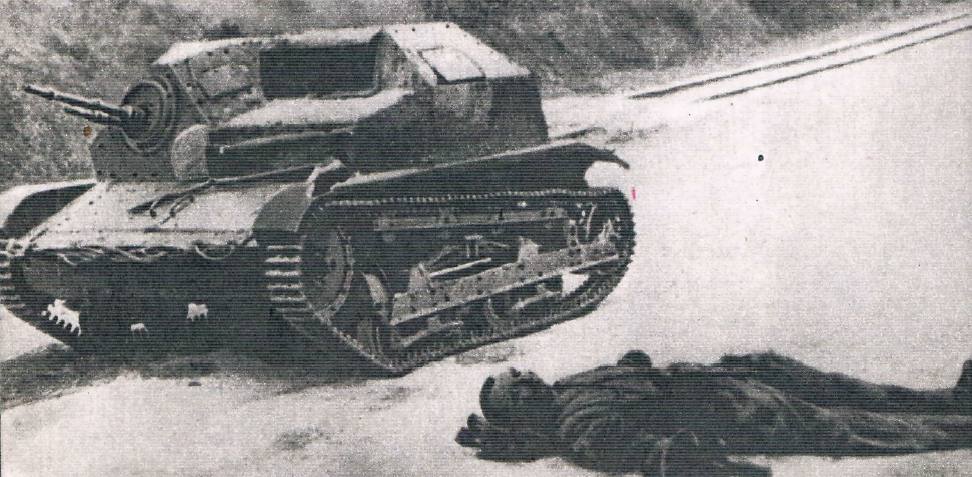

## هوامش
1. 1 2  Steven Zaloga, P.44